# Фаизов, Салихзян Халимович
Салихзян Халимович Фаизов (5 января 1926, село Елховое Озеро, Цильнинский район, Ульяновская область — 4 марта 2007) — советский деятель сельского хозяйства, звеньевой колхоза «Волга» Цильнинского района Ульяновской области, Герой Социалистического Труда (1971).

## Биография
Салихзян Халимович Фаизов родился в крестьянской семье 5 января 1926 года в селе Елховое Озеро, Цильнинского района, Ульяновской области). Окончив среднюю школу, начал работать кочегаром на руднике, а потом на шахте «Прокопьевск-угольтрест» забойщиком.
В 1950 году начал работать трактористом, затем — бригадиром тракторной бригады.
В 1964 году стал работать звеньевым комплексно-механизированного звена по возделыванию сахарной свеклы, зерновых и зернобобовых культур колхоза «Волга» Цильнинского района Ульяновской области.
Салихзян Халимович Фаизов был инициатором социалистического соревнования по комплексному возделыванию пропашных культур в районе, создал школу передового опыта для механизаторов области.
8 апреля 1971 года Указом Президиума Верховного Совета СССР за выдающиеся успехи, достигнутые в развитии сельского хозяйства и выполнении пятилетнего плана продажи государству продуктов земледелия, Фаизов Салихзян Халимович был удостоен высокого звания Героя Социалистического Труда с вручением ордена Ленина и золотой медали «Серп и Молот».
В 1986 году вышел на пенсию, является почётным гражданином Ульяновской области (1998).
Был делегатом III-го Всесоюзного съезда колхозников в 1969 году, членом Цильнинского райкома КПСС, депутатом Ульяновского областного Совета депутатов трудящихся.

## Награды
- Звание Герой Социалистического Труда (Указ Президиума Верховного Совета СССР от 08 апреля 1971 года)[3];
- Золотая медаль «Серп и Молот» (08 апреля 1971 — № 13303);
- Орден Ленина (08 апреля 1971 — № 372969);
- Орден Трудового Красного Знамени (07 декабря 1973 года)
- Орден Дружбы народов (13 марта 1981 года)
- Орден Знак Почёта (31 декабря 1965 года)
- Золотая медаль ВДНХ СССР